# (2787) Tovarishch
(2787) Tovarishch ist ein Asteroid des Hauptgürtels, der am 13. September 1978 vom russischen Astronomen Nikolai Stepanowitsch Tschernych am Krim-Observatorium in Nautschnyj (IAU-Code 095) entdeckt wurde.
Der Asteroid gehört zur Eos-Familie, einer Gruppe von Asteroiden, welche typischerweise große Halbachsen von 2,95 bis 3,1 AE aufweisen, nach innen begrenzt von der Kirkwoodlücke der 7:3-Resonanz mit Jupiter, sowie Bahnneigungen zwischen 8° und 12°. Die Gruppe ist nach dem Asteroiden (221) Eos benannt. Es wird vermutet, dass die Familie vor mehr als einer Milliarde Jahren durch eine Kollision entstanden ist.
(2787) Tovarishch wurde nach dem ehemaligen sowjetischen Segelschulschiff Towarischtsch (zu deutsch: „Kamerad“ oder „Genosse“) benannt, das 1933 als Gorch Fock gebaut und 1951 als Segelschulschiff der Sowjetischen Marine wieder in Dienst gestellt wurde. Als solches gewann sie 1974 und 1976 jeweils die Operation Sail.